# Phyllomyias fasciatus
A Phyllomyias fasciatus a madarak (Aves) osztályának verébalakúak (Passeriformes) rendjébe és a királygébicsfélék (Tyrannidae) családjába tartozó faj.

## Rendszerezése
A fajt Carl Peter Thunberg svéd természettudós írta le 1822-ben, a Pipra nembe Pipra fasciata néven.

## Alfajai
- Phyllomyias fasciatus brevirostris (Spix, 1825)
- Phyllomyias fasciatus cearae Hellmayr, 1927
- Phyllomyias fasciatus fasciatus (Thunberg, 1822)[2]

## Előfordulása
Dél-Amerikában, Argentína, Bolívia, Brazília, Paraguay és Uruguay területén honos. Természetes élőhelyei a szubtrópusi és trópusi síkvidéki és hegyi esőerdők. Vonuló faj.

## Megjelenése
Testhossza 12 centiméter.

## Természetvédelmi helyzete
Az elterjedési területe rendkívül nagy, egyedszáma ugyan csökken, de még nem éri el a kritikus szintet. A Természetvédelmi Világszövetség Vörös listáján nem fenyegetett fajként szerepel.